# Contea di Pianguan
La contea di Pianguan (偏关县S, Piānguān XiànP) è una contea della Cina, situata nella provincia dello Shanxi e amministrata dalla prefettura di Xinzhou.